# Flagge der Roma

Flagge der Roma

Die Flagge der Sinti und Roma (O styago le romengo auf Romani) wurde beim First World Romani Congress im Jahr 1971 in London als allgemeines Symbol der internationalen Sinti und Roma-Ethnie proklamiert. Das Blau in der oberen Hälfte und das Grün in der unteren Hälfte repräsentieren Himmel und Erde. Außerdem enthält die Flagge der Roma ein rotes Chakra, auch Speichenrad genannt, im Zentrum der Flagge. Das Chakra bezieht sich auf die indische Herkunft der Sinti und Roma. Die indische Flagge enthält ebenfalls ein Chakra.
Innerhalb der Subgruppen ist das Symbol umstritten. So verwendet der Zentralrat Deutscher Sinti und Roma es nicht. Das Rad stehe für die Vorstellung von einer „nomadisierenden“ Bevölkerungsgruppe. Das sei eine falsche Vorstellung, wie sie auf z. B. die mitteleuropäischen Roma (Zentralrat: „Sinti und Roma“) nicht zutreffe.